# سیلم (اوهایو)
سیلم(به انگلیسی: Salem) شهری در ایالت اوهایو کشور ایالات متحده آمریکا است که جمعیت آن در سرشماری سال ۲۰۱۰ میلادی، ۱۲٬۳۰۳ نفر بوده‌است.